# ابراهیم‌آباد (بروجرد)
ابراهیم آباد نام یکی از مناطق حاشیه ای شهر بروجرد است. ابراهیم آباد بیش از ۲۵ هکتار وسعت و بیست هزار نفر جمعیت دارد . این محله بر روی زمین نامسطح و تپه مانند در شمال شرقی بروجرد قرار گرفته است و از شمال به جاده کمربندی و از جنوب به بلوار بسیج محدود می شود. در گذشته، تپه های مذکور با نام کُله کُله شناخته می شدند و گورستانی تاریخی در این محله قرار داشت.
این محله در بیست دی 1365 شمسی مورد حمله موشکی رژیم بعثی عراق قرار گرفت و درآن حادثه 68دانش آموز به شهادت رسیدند.
در آن حمله موشکی دو مدرسه امام حسن(ع) و شهید فیاض بخش که به ترتیب یکی راهنمایی و دیگری استثنایی بودند،هدف قرار گرفتند.

## وضعیت اجتماعی
این منطقه در اثر مهاجرت روستائیان مناطق شمالی شهرستان بروجرد به این شهر ایجاد شده و از نظر اجتماعی و اقتصادی محله ای فقیرنشین و توسعه نیافته به حساب می آید.